# Amélie Morin
Amélie Morin (ur. 3 czerwca 1956) – francuska aktorka głosowa specjalizująca się w dubbingu oraz wokalistka.
Podkładała głos w wersji oryginalnej dla jednej z tytułowych Sierotek – Sophie Mercier, a także dubbingowała głos w wersji francuskiej dla postaci Sailor Venus w anime Sailor Moon, w tym także dubbingowała głos Małej Mi do francuskiej wersji językowej Muminków, dla której śpiewała też piosenkę przewodnią.

## Wybrana filmografia
- Candy Candy jako Candy (drugi głos)
- Muminki jako Mała Mi / śpiewa francuski opening
- Sailor Moon jako Sailor Venus / Mathilda / Sailor Chibi Moon
- Sierotki jako Sophie Mercier

## Dyskografia

### Albumy
- 1981: J'étais venue pour dire bonjour (Philips)[1]
  - Face A: J'étais venue pour dire bonjour – Les colifichets – Toute seule le soir – Rien ne va plus – Amélie
  - Face B: 33 – La gueule à l'envers – Prosper – Je cherche l'homme idéal – Les secrets d'Alice[2]
- 1982: Drôle de dream (Philips)[3]
  - Face A: Comme un petit soleil après la pluie – American Stress – Pattemouille – Saut de chat – Angela
  - Face B: Qu'est-ce qui me raconte une histoire drôle ? – Parasite, parano, pas rasé – L'eau des fleurs – Deux hommes à la fois – Le terrestre extra[4]
- 2006: Double écho (FGL) double CD. Intégrale, 35 chansons dont 10 inédits.
- 2008: Astral gramme nouvel album 11 titres
- 2009: Double Echo-Prestige (Anthologie-FGL) Digibox- 35 titres

### Single
- 1981: J'étais venue pour dire bonjour / Toute seule le soir (Philips)[5]
- 1981: Rien ne va plus / 33 (Philips)[6]
- 1982: Comme un petit soleil après la pluie / Qu'est ce qui m'raconte une histoire drôle (Philips)[7][8]
- 1983: Le terrestre extra / Parasite, parano, pas rasé (Philips)[9][10]
- 1983: Jim / Nomade (Philips)[11][12]
- 1984: J'm'ennuie toute seule dans mon tableau / Dors tranquille[13][14]
- 1986: Mimi Cracra[15]